# Arik Armstead
Arik Armstead (Sacramento, 15 novembre 1993) è un giocatore di football americano statunitense che milita nel ruolo di defensive end per i Jacksonville Jaguars della National Football League (NFL).

## Carriera universitaria
Armstead al college giocò a football con gli Oregon Ducks. Nella sua prima stagione, quella del 2012, disputò tutte le 13 partite, di cui una come titolare, mettendo a segno 26 tackle e un sack. L'anno seguente disputò ancora tutte le 13 gare, con 15 tackle e un sack. Nel 2014, la sua ultima annata nel college football, divenne stabilmente titolare, salendo a 46 tackle.

## Carriera professionistica

### San Francisco 49ers
Nei giorni precedenti al Draft NFL 2015, NFL.com aveva classificato Armstead come una delle potenziali scelte della prima metà del primo giro dell'evento. Il 30 aprile fu selezionato come 17º assoluto dai San Francisco 49ers. Debuttò come professionista subentrando nella gara del primo turno contro i Minnesota Vikings. Il primo sack lo mise a segno due settimane dopo su Carson Palmer degli Arizona Cardinals. La sua stagione da rookie si concluse disputando tutte le 16 partite, una sola delle quali come titolare, con 19 tackle e 2 sack.
Il 2 febbraio 2020 Armstead partì come titolare nel Super Bowl LIV in cui mise a segno 3 tackle ma i 49ers furono sconfitti per 31-20 dai Kansas City Chiefs.
Il 16 marzo 2020, Armstead firmò con i 49ers un rinnovo quinquennale del valore di 85 milioni di dollari.

### Jacksonville Jaguars
Il 14 marzo 2024 Armstead firmò con i Jacksonville Jaguars.

## Palmarès
- National Football Conference Championship: 2

San Francisco 49ers: 2019, 2023
- Walter Payton Man of the Year: 1

2024